# Dicaeum minullum
El picaflores sencillo (Dicaeum minullum) es una especie de ave paseriforme de la familia Dicaeidae propia del este de la región indomalaya,
desde el centro del Himalaya, hasta las islas de la Sonda, Taiwán y Hainan. Anteriormente se consideraba conespecífico del picaflores de los Nilgiri (Dicaeum concolor).

## Descripción
El picaflores oliváceo es un pájaro pequeño que mide alrededor de 9 cm de largo, sin marcadas diferencias entre los machos y las hembras. El plumaje de las partes superiores de su cuerpo son de color verde oliváceo, con pileo grisáceo veteado y partes inferiores blanquecino grisáceas, con cierto tono amarillento sobre todo en los flancos.